# Sorochemyia oroya
Sorochemyia oroya là một loài ruồi trong họ Tachinidae.